# Sequentia (Pärt)
Pour les articles homonymes, voir Sequentia.
Sequentia est une œuvre pour violon, percussions et ensemble à cordes écrite par Arvo Pärt, compositeur estonien associé au mouvement de musique minimaliste.

## Historique
Composée en 2014, Sequentia est une création intégrée à un regroupement d'œuvres connu sous le titre Adam's Passion – dont elle constitue l'ouverture et est la seule composition nouvelle –, un spectacle musical mis en scène par Bob Wilson. La pièce est dédiée au metteur en scène Bob Wilson, au violoniste Vadim Repin et au chef d'orchestre Andres Mustonen.
La création de Sequentia a lieu le 12 mai 2015 dans l'ancienne usine soviétique de sous-marins Noblessner Foundry à Tallinn en Estonie sous la direction de Tõnu Kaljuste,.
En 2019, le compositeur en fait une version révisée.

## Structure
Sequentia, dans sa version révisée de 2019, est écrite pour un violon solo seul, une double section percussions, et un ensemble à cordes composé de deux violons, un alto, un violoncelle et une contrebasse.
L'exécution de l'œuvre dure environ 5 minutes.

## Enregistrements
- Sur le DVD Adam's Passion, Orchestre philharmonique de Berlin dirigé par Tõnu Kaljuste, Accentus, 2015.
- Sequentia, Orchestre de la radio de Munich avec Stanko Madić, Alexander Fickel, Howard Arman, BR-Klassik, 2021.